# 6"/50 BL Mark XXIII
BL 6 inch gun Mark XXIII — британское казнозарядное 6-и дюймовое (152-мм) орудие с длиной ствола в 50 калибров, являвшееся основным оружием легких крейсеров Королевского флота, построенных в 1930—1940 годы, за исключением типа «Дидо».

## Разработка
Орудие стало первой британской шестидюймовкой цельнотрубчатой конструкции — на нем англичане впервые отказались от традиционного метода наматывания проволоки в пользу моноблочной конструкции ствола. Разработка артсистемы началась в 1929 году, на вооружение её приняли в 1931 году. Как и большинство зарубежных аналогов, она создавалась в надежде на использование в качестве универсального орудия, однако очень скоро стало ясно, что недостаточная скорострельность, низкие скорости вертикальной и горизонтальной наводки делали эту систему в данной роли неэффективной.

## Применение
Орудие применялось на легких крейсерах:
- типа «Линдер» (4 двухорудийные башни типа Мк XXI, 5 кораблей);
- типа «Сидней» (4 двухорудийные башни типа Мк XXI, 3 корабля);
- типа «Аретуза» (3 двухорудийные башни типа Мк XXI, 4 корабля);
- типа «Саутгемптон» (4 трехорудийные башни типа Мк XXII, 5 кораблей);
- типа «Манчестер» (4 трехорудийные башни типа Мк XXII, 3 корабля);
- типа «Белфаст» (4 трехорудийные башни типа Мк XXIII, 2 корабля);
- типа «Фиджи» (4 трехорудийные башни типа Мк XXIII, 8 кораблей);
- типа «Уганда» (3 трехорудийные башни типа Мк XXIII, 3 корабля);
- типа «Свифтшур» (3 трехорудийные башни типа Мк XXIII, 3 корабля);

Кроме того, разрабатывались четырёхствольная установка для крейсеров типа «Белфаст» и трехствольная Mk XXIV для крейсеров типа «Тайгер». Всего было изготовлено 469 орудий Mk XXIII.

## Описание
Пушка Mk XXIII — скрепленная, с поршневым затвором. Имело картузное заряжание, ручное досылание и запирание затвора. Длина ствола пушки Mk XXIII составляла 50 калибров, или 7620 мм, полная длина — 7869 мм (51,63 калибра), длина каморы 1041,4 мм, объём каморы 28,7 дм³, масса орудия — 7017 кг, из которых 197 кг приходилось на поршневой затвор. Ствол имел 36 нарезов глубиной 1,17 мм, общая длина нарезной части — 6486,1 мм.
Для 152-мм орудий имелось два типа снарядов — полубронебойный с баллистическим колпачком CPBC и фугасный HE. Вес обоих равнялся 50,8 кг, вес взрывчатого вещества в первом 1,7 кг (3,35 %), во втором — 3,6 кг (7,1 %). Существовало два вида зарядов — нормальный (13,62 кг) и усиленный (14,5 кг). В качестве метательного заряда использовался кордит марки SC150, обладавший повышенной стойкостью, что и позволило отказаться от обязательной для прежних кораблей системы рефрижерирования погребов. При использовании нормального заряда начальная скорость снаряда равнялась 841 м/с, что обеспечивало максимальную дальность стрельбы 23 300 м (125 кбт) при угле возвышения орудия 45°. Рабоче давление составляло 3230 кг/см². Живучесть ствола составляла порядка 1100 выстрелов. Заряжание могло производиться при углах возвышения от −5 до +12,5°, но наиболее предпочтительным был диапазон от +5 до + 7°.

### Башня Mk XXI
Вращающаяся часть башни Mk XXI весила 96,5 тонн. Оба ствола располагались в индивидуальных люльках, расстояние между осями орудий составляло 213 см. Горизонтальное наведение осуществлялось гидравлическим приводом с 65-сильным электромотором, расположенным на основании вращающейся части, точная наводка осуществлялась вручную. Скорость горизонтального наведения — 10 град/с. Для создания давления в пневматических накатниках и для продувки стволов служил воздушный компрессор. Вертикальное наведение обеспечивалось гидравлическими приводами с червячной передачей. Диапазон вертикальной наводки составлял от −5 до +60°. Скорость вертикального наведения — 5—7 град/с. Практическая скорострельность составляла 8 выстрелов в минуту для одного орудия.

### Башня Mk XXII
Вращающаяся часть башни Mk XXII весила 152 тонны. Диаметр вращающейся части составлял 5,79 метров. Все три ствола располагались в индивидуальных люльках, расстояние между осями орудий составляло 198 см. Центральное орудие было оттянуто назад на 76 см для улучшения баллистических характеристик снарядов в башенном залпе. Горизонтальное наведение осуществлялось гидравлическим приводом со 103-сильным электромотором. Диапазон вертикальной наводки составлял от −5 до +45°. Остальные характеристики соответствовали башне предыдущей модели.

### Башня Mk XXIII
Вращающаяся часть башни Mk XXIII весила 178 тонн.

### Проект четырехорудийной башни
Несостоявшиеся четырёхорудийные башни с орудиями Mk XXIII должны были иметь вес в 232,8 тонн и диаметр вращающейся части 5,79 м. Расстояние между стволами в каждой паре орудий, согласно эскизному проекту, составляло 69,85 см и между внутренними стволами обеих пар — 118,1 см. Как показали опыты, столь скученное расположение орудий оказалось абсолютно неприемлемым.